# Aucha tienmushani
Aucha tienmushani là một loài bướm đêm trong họ Noctuidae.